# 火山雷

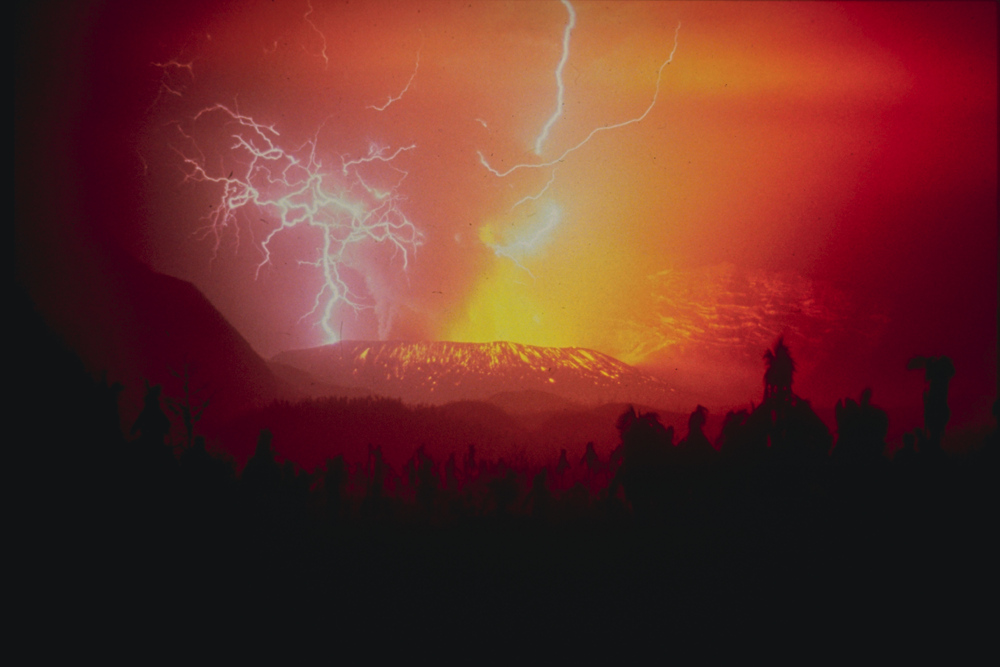
インドネシア・ガルングン山の噴火で発生した火山雷（1982年）

火山雷（かざんらい、Volcanic lightning、Dirty thunderstorm）とは、火山噴火によってもたらされる雷のことである。この雷は噴火している火山という、近づくことが困難かつ危険な条件で発生するため、詳しい諸量の観測はしにくい。

## 発生メカニズム
火山が噴き上げる水蒸気、火山灰、火山岩などの摩擦電気により生じる。また、水蒸気が少ない場合でも発生できる。
しかしながら流動性の高い高温なパホイホイ溶岩などの溶岩を吹き上げる火山の場合は、高温な溶岩が電気を通しやすい性質上、雷はほとんど発生しない。また、火山灰、火山岩などの固体による摩擦電気がもたらす雷であるので、通常の雷よりも静電エネルギー量は一般的に高いとされている。阿蘇山での観測結果では粒子が細かいと発生しやすいとする報告がある。
桜島で噴火と火山雷には一定のパターンがあり、2012年に発生モデルが提唱された。

## 記録

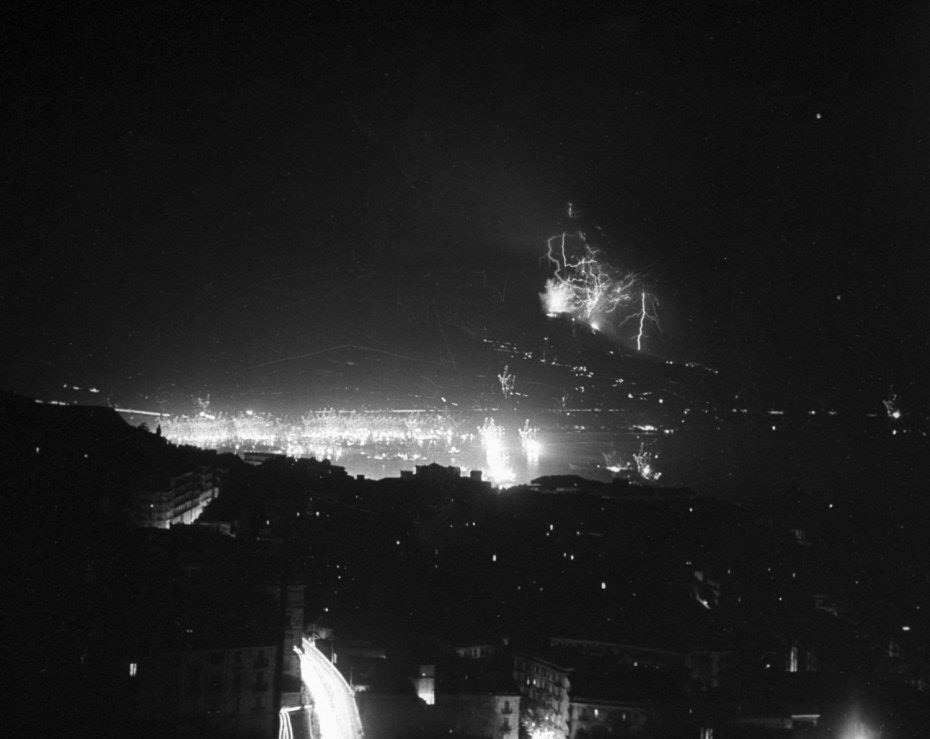
イタリア・ヴェスヴィオス火山で観測された火山雷（1944年）

火山雷は古くから記述が見られ、『続日本紀』天平宝字8年（764年）12月条に、大隅国と薩摩国の境で3つの島が誕生した記述（桜島と関連するものと見られる）に、「煙のような雲が空を覆い、電光が度々走った」「雷音に似ているようで雷ではない」といった記述がなされている。この他にも、「火山噴火と共に雷の記述が記録されている」例としては、『日本後紀』延暦19年（800年）6月6日条（『日本紀略』に引用され、逸文という形で残る）、3月14日から4月18日にかけての富士山噴火（延暦噴火）の記述として、「富士山自ら焼け、夜も火の光が照らし、雷灰が落ち、山下の川水は紅色になった」とある。

## 観測
近代的な観測が開始されたのは2000年代以降で、閃光を目視観測するほか、電波による観測が行われる。日本での電波による観測は、JLDN(Japanese Lightning Detection Network) などが行っている。落雷による地電流パルスが検出される。